# Double Wide
Double Wide è il primo album in studio del cantante statunitense Uncle Kracker, pubblicato il 30 maggio 2000 dalla Lava Records, Atlantic Records e Top Dog Records.

## Tracce
1. Intro – 1:19 (Matthew Shafer, Robert James Ritchie)
2. Better Days – 4:50 (Matthew Shafer, Robert James Ritchie, Kenny Olson, James Trombly)
3. What 'Chu Lookin' At? – 5:12 (Matthew Shafer, Robert James Ritchie)
4. Follow Me – 3:35 (Michael Bradford, Matthew Shafer)
5. Heaven (feat. Paradime e Kid Rock) – 4:19 (Freddie Beauregard, William Maddox, David Moore, Robert James Ritchie, Matthew Shafer)
6. Steaks 'n Shrimp – 4:13 (Matthew Shafer, Robert James Ritchie)
7. Who's Your Uncle? – 3:56 (Freddie Beauregard, Robert James Ritchie, Matthew Shafer)
8. Whiskey and Water – 4:43 (Michael Bradford, Robert James Ritchie, Matthew Shafer)
9. Yeah, Yeah, Yeah – 4:59 (Robert James Ritchie, Matthew Shafer, James Trombly)
10. Aces & 8's – 3:53 (Robert James Ritchie, Matthew Shafer, Martin Gross)
11. You Can't Take Me – 3:16 (Robert James Ritchie, Matthew Shafer, James Trombly)

## Classifiche

### Classifiche settimanali
| Classifica (2001) | Posizione massima |
| ----------------- | ----------------- |
| Australia         | 15                |
| Austria           | 5                 |
| Germania          | 3                 |
| Norvegia          | 26                |
| Nuova Zelanda     | 21                |
| Regno Unito       | 40                |
| Stati Uniti       | 7                 |
| Svezia            | 16                |
| Svizzera          | 13                |

### Classifiche di fine anno
| Classifica (2001) | Posizione |
| ----------------- | --------- |
| Stati Uniti       | 53        |